# Čechoverova varianta
Čechoverova varianta (ECO B53) je varianta šachového zahájení sicilské obrany. Charakterizují ji tahy:
1. e4 c5 2. Jf3 d6 3. d4 cxd4 4. Dxd4
Občas se objeví i na velmistrovské úrovni. Bílý se tak vyhýbá hlavním variantám vznikajících po 4. Jxd4.

## Strategie
V hlavní variantě se bílý vzdává dvojice střelců, za kterou se snaží o rychlý vývin. Často vznikají pozice s opačnými rošádami a šancemi na obou stranách.

## Historie
V roce 1938 Vitalij Čechover variantu použil v Leningradě a nese po něm název.

## Vedlejší varianty
1.e4 c5 2. Jf3 d6 3. d4 cxd4 4. Dxd4
- 4… Jf6
  - 5. Jc3 vede po tazích 5… a6, 5… Sd7 a 5… Jc6; do následujících variant
  - 5. e5 Jc6 6. Sb5 Da5+ 7. Jc3 Dxb5 8. Jxb5 Jxd4 9. Jfxd4 dxe5 10. Jc7+ s nejasnou hrou
- 4… Sd7
  - 5. Sg5 Jc6 6. Dd2 h6 7. Sh4 g5 8. Sg3 Sg7 s protihrou černého
  - 5. c4 Jc6 6. Dd2 g6 bílý tu má více možností a černý dále odpovídá Sg7 nebo i Sh6 s protihrou
- 4… a6
  - 5. Sg5 Jc6 6. Dd2 h6 8. Sh4 g5 9. Sg3 Sg7 černý má protihru
  - 5. Se3 Jc6
    - 6. Dd2 Jf6 7 Jc3 s nejasnou hrou
    - 6. Db6 Dxb6 7. Sxb6 koncovka je vyrovnaná

  - 5. c4 Jc6 6. Dd2 g6 černý má protihru
- 4… Jc6 5. Sb5 Dd7
  - 6. Sxc6 bxc6 s protihrou černého
  - 6. Dd3 a6 hra je nejasná

## Hlavní varianta
|   | a | b | c | d | e | f | g | h |   |
| 8 | a8 černý věž · d8 černý dáma · e8 černý král · h8 černý věž · a7 černý pěšec · b7 černý pěšec · e7 černý střelec · f7 černý pěšec · g7 černý pěšec · h7 černý pěšec · c6 černý střelec · d6 černý pěšec · e6 černý pěšec · f6 černý jezdec · g5 bílý střelec · d4 bílý dáma · e4 bílý pěšec · c3 bílý jezdec · f3 bílý jezdec · a2 bílý pěšec · b2 bílý pěšec · c2 bílý pěšec · f2 bílý pěšec · g2 bílý pěšec · h2 bílý pěšec · c1 bílý král · d1 bílý věž · h1 bílý věž | a8 černý věž · d8 černý dáma · e8 černý král · h8 černý věž · a7 černý pěšec · b7 černý pěšec · e7 černý střelec · f7 černý pěšec · g7 černý pěšec · h7 černý pěšec · c6 černý střelec · d6 černý pěšec · e6 černý pěšec · f6 černý jezdec · g5 bílý střelec · d4 bílý dáma · e4 bílý pěšec · c3 bílý jezdec · f3 bílý jezdec · a2 bílý pěšec · b2 bílý pěšec · c2 bílý pěšec · f2 bílý pěšec · g2 bílý pěšec · h2 bílý pěšec · c1 bílý král · d1 bílý věž · h1 bílý věž | a8 černý věž · d8 černý dáma · e8 černý král · h8 černý věž · a7 černý pěšec · b7 černý pěšec · e7 černý střelec · f7 černý pěšec · g7 černý pěšec · h7 černý pěšec · c6 černý střelec · d6 černý pěšec · e6 černý pěšec · f6 černý jezdec · g5 bílý střelec · d4 bílý dáma · e4 bílý pěšec · c3 bílý jezdec · f3 bílý jezdec · a2 bílý pěšec · b2 bílý pěšec · c2 bílý pěšec · f2 bílý pěšec · g2 bílý pěšec · h2 bílý pěšec · c1 bílý král · d1 bílý věž · h1 bílý věž | a8 černý věž · d8 černý dáma · e8 černý král · h8 černý věž · a7 černý pěšec · b7 černý pěšec · e7 černý střelec · f7 černý pěšec · g7 černý pěšec · h7 černý pěšec · c6 černý střelec · d6 černý pěšec · e6 černý pěšec · f6 černý jezdec · g5 bílý střelec · d4 bílý dáma · e4 bílý pěšec · c3 bílý jezdec · f3 bílý jezdec · a2 bílý pěšec · b2 bílý pěšec · c2 bílý pěšec · f2 bílý pěšec · g2 bílý pěšec · h2 bílý pěšec · c1 bílý král · d1 bílý věž · h1 bílý věž | a8 černý věž · d8 černý dáma · e8 černý král · h8 černý věž · a7 černý pěšec · b7 černý pěšec · e7 černý střelec · f7 černý pěšec · g7 černý pěšec · h7 černý pěšec · c6 černý střelec · d6 černý pěšec · e6 černý pěšec · f6 černý jezdec · g5 bílý střelec · d4 bílý dáma · e4 bílý pěšec · c3 bílý jezdec · f3 bílý jezdec · a2 bílý pěšec · b2 bílý pěšec · c2 bílý pěšec · f2 bílý pěšec · g2 bílý pěšec · h2 bílý pěšec · c1 bílý král · d1 bílý věž · h1 bílý věž | a8 černý věž · d8 černý dáma · e8 černý král · h8 černý věž · a7 černý pěšec · b7 černý pěšec · e7 černý střelec · f7 černý pěšec · g7 černý pěšec · h7 černý pěšec · c6 černý střelec · d6 černý pěšec · e6 černý pěšec · f6 černý jezdec · g5 bílý střelec · d4 bílý dáma · e4 bílý pěšec · c3 bílý jezdec · f3 bílý jezdec · a2 bílý pěšec · b2 bílý pěšec · c2 bílý pěšec · f2 bílý pěšec · g2 bílý pěšec · h2 bílý pěšec · c1 bílý král · d1 bílý věž · h1 bílý věž | a8 černý věž · d8 černý dáma · e8 černý král · h8 černý věž · a7 černý pěšec · b7 černý pěšec · e7 černý střelec · f7 černý pěšec · g7 černý pěšec · h7 černý pěšec · c6 černý střelec · d6 černý pěšec · e6 černý pěšec · f6 černý jezdec · g5 bílý střelec · d4 bílý dáma · e4 bílý pěšec · c3 bílý jezdec · f3 bílý jezdec · a2 bílý pěšec · b2 bílý pěšec · c2 bílý pěšec · f2 bílý pěšec · g2 bílý pěšec · h2 bílý pěšec · c1 bílý král · d1 bílý věž · h1 bílý věž | a8 černý věž · d8 černý dáma · e8 černý král · h8 černý věž · a7 černý pěšec · b7 černý pěšec · e7 černý střelec · f7 černý pěšec · g7 černý pěšec · h7 černý pěšec · c6 černý střelec · d6 černý pěšec · e6 černý pěšec · f6 černý jezdec · g5 bílý střelec · d4 bílý dáma · e4 bílý pěšec · c3 bílý jezdec · f3 bílý jezdec · a2 bílý pěšec · b2 bílý pěšec · c2 bílý pěšec · f2 bílý pěšec · g2 bílý pěšec · h2 bílý pěšec · c1 bílý král · d1 bílý věž · h1 bílý věž | 8 |
| 7 | a8 černý věž · d8 černý dáma · e8 černý král · h8 černý věž · a7 černý pěšec · b7 černý pěšec · e7 černý střelec · f7 černý pěšec · g7 černý pěšec · h7 černý pěšec · c6 černý střelec · d6 černý pěšec · e6 černý pěšec · f6 černý jezdec · g5 bílý střelec · d4 bílý dáma · e4 bílý pěšec · c3 bílý jezdec · f3 bílý jezdec · a2 bílý pěšec · b2 bílý pěšec · c2 bílý pěšec · f2 bílý pěšec · g2 bílý pěšec · h2 bílý pěšec · c1 bílý král · d1 bílý věž · h1 bílý věž | a8 černý věž · d8 černý dáma · e8 černý král · h8 černý věž · a7 černý pěšec · b7 černý pěšec · e7 černý střelec · f7 černý pěšec · g7 černý pěšec · h7 černý pěšec · c6 černý střelec · d6 černý pěšec · e6 černý pěšec · f6 černý jezdec · g5 bílý střelec · d4 bílý dáma · e4 bílý pěšec · c3 bílý jezdec · f3 bílý jezdec · a2 bílý pěšec · b2 bílý pěšec · c2 bílý pěšec · f2 bílý pěšec · g2 bílý pěšec · h2 bílý pěšec · c1 bílý král · d1 bílý věž · h1 bílý věž | a8 černý věž · d8 černý dáma · e8 černý král · h8 černý věž · a7 černý pěšec · b7 černý pěšec · e7 černý střelec · f7 černý pěšec · g7 černý pěšec · h7 černý pěšec · c6 černý střelec · d6 černý pěšec · e6 černý pěšec · f6 černý jezdec · g5 bílý střelec · d4 bílý dáma · e4 bílý pěšec · c3 bílý jezdec · f3 bílý jezdec · a2 bílý pěšec · b2 bílý pěšec · c2 bílý pěšec · f2 bílý pěšec · g2 bílý pěšec · h2 bílý pěšec · c1 bílý král · d1 bílý věž · h1 bílý věž | a8 černý věž · d8 černý dáma · e8 černý král · h8 černý věž · a7 černý pěšec · b7 černý pěšec · e7 černý střelec · f7 černý pěšec · g7 černý pěšec · h7 černý pěšec · c6 černý střelec · d6 černý pěšec · e6 černý pěšec · f6 černý jezdec · g5 bílý střelec · d4 bílý dáma · e4 bílý pěšec · c3 bílý jezdec · f3 bílý jezdec · a2 bílý pěšec · b2 bílý pěšec · c2 bílý pěšec · f2 bílý pěšec · g2 bílý pěšec · h2 bílý pěšec · c1 bílý král · d1 bílý věž · h1 bílý věž | a8 černý věž · d8 černý dáma · e8 černý král · h8 černý věž · a7 černý pěšec · b7 černý pěšec · e7 černý střelec · f7 černý pěšec · g7 černý pěšec · h7 černý pěšec · c6 černý střelec · d6 černý pěšec · e6 černý pěšec · f6 černý jezdec · g5 bílý střelec · d4 bílý dáma · e4 bílý pěšec · c3 bílý jezdec · f3 bílý jezdec · a2 bílý pěšec · b2 bílý pěšec · c2 bílý pěšec · f2 bílý pěšec · g2 bílý pěšec · h2 bílý pěšec · c1 bílý král · d1 bílý věž · h1 bílý věž | a8 černý věž · d8 černý dáma · e8 černý král · h8 černý věž · a7 černý pěšec · b7 černý pěšec · e7 černý střelec · f7 černý pěšec · g7 černý pěšec · h7 černý pěšec · c6 černý střelec · d6 černý pěšec · e6 černý pěšec · f6 černý jezdec · g5 bílý střelec · d4 bílý dáma · e4 bílý pěšec · c3 bílý jezdec · f3 bílý jezdec · a2 bílý pěšec · b2 bílý pěšec · c2 bílý pěšec · f2 bílý pěšec · g2 bílý pěšec · h2 bílý pěšec · c1 bílý král · d1 bílý věž · h1 bílý věž | a8 černý věž · d8 černý dáma · e8 černý král · h8 černý věž · a7 černý pěšec · b7 černý pěšec · e7 černý střelec · f7 černý pěšec · g7 černý pěšec · h7 černý pěšec · c6 černý střelec · d6 černý pěšec · e6 černý pěšec · f6 černý jezdec · g5 bílý střelec · d4 bílý dáma · e4 bílý pěšec · c3 bílý jezdec · f3 bílý jezdec · a2 bílý pěšec · b2 bílý pěšec · c2 bílý pěšec · f2 bílý pěšec · g2 bílý pěšec · h2 bílý pěšec · c1 bílý král · d1 bílý věž · h1 bílý věž | a8 černý věž · d8 černý dáma · e8 černý král · h8 černý věž · a7 černý pěšec · b7 černý pěšec · e7 černý střelec · f7 černý pěšec · g7 černý pěšec · h7 černý pěšec · c6 černý střelec · d6 černý pěšec · e6 černý pěšec · f6 černý jezdec · g5 bílý střelec · d4 bílý dáma · e4 bílý pěšec · c3 bílý jezdec · f3 bílý jezdec · a2 bílý pěšec · b2 bílý pěšec · c2 bílý pěšec · f2 bílý pěšec · g2 bílý pěšec · h2 bílý pěšec · c1 bílý král · d1 bílý věž · h1 bílý věž | 7 |
| 6 | a8 černý věž · d8 černý dáma · e8 černý král · h8 černý věž · a7 černý pěšec · b7 černý pěšec · e7 černý střelec · f7 černý pěšec · g7 černý pěšec · h7 černý pěšec · c6 černý střelec · d6 černý pěšec · e6 černý pěšec · f6 černý jezdec · g5 bílý střelec · d4 bílý dáma · e4 bílý pěšec · c3 bílý jezdec · f3 bílý jezdec · a2 bílý pěšec · b2 bílý pěšec · c2 bílý pěšec · f2 bílý pěšec · g2 bílý pěšec · h2 bílý pěšec · c1 bílý král · d1 bílý věž · h1 bílý věž | a8 černý věž · d8 černý dáma · e8 černý král · h8 černý věž · a7 černý pěšec · b7 černý pěšec · e7 černý střelec · f7 černý pěšec · g7 černý pěšec · h7 černý pěšec · c6 černý střelec · d6 černý pěšec · e6 černý pěšec · f6 černý jezdec · g5 bílý střelec · d4 bílý dáma · e4 bílý pěšec · c3 bílý jezdec · f3 bílý jezdec · a2 bílý pěšec · b2 bílý pěšec · c2 bílý pěšec · f2 bílý pěšec · g2 bílý pěšec · h2 bílý pěšec · c1 bílý král · d1 bílý věž · h1 bílý věž | a8 černý věž · d8 černý dáma · e8 černý král · h8 černý věž · a7 černý pěšec · b7 černý pěšec · e7 černý střelec · f7 černý pěšec · g7 černý pěšec · h7 černý pěšec · c6 černý střelec · d6 černý pěšec · e6 černý pěšec · f6 černý jezdec · g5 bílý střelec · d4 bílý dáma · e4 bílý pěšec · c3 bílý jezdec · f3 bílý jezdec · a2 bílý pěšec · b2 bílý pěšec · c2 bílý pěšec · f2 bílý pěšec · g2 bílý pěšec · h2 bílý pěšec · c1 bílý král · d1 bílý věž · h1 bílý věž | a8 černý věž · d8 černý dáma · e8 černý král · h8 černý věž · a7 černý pěšec · b7 černý pěšec · e7 černý střelec · f7 černý pěšec · g7 černý pěšec · h7 černý pěšec · c6 černý střelec · d6 černý pěšec · e6 černý pěšec · f6 černý jezdec · g5 bílý střelec · d4 bílý dáma · e4 bílý pěšec · c3 bílý jezdec · f3 bílý jezdec · a2 bílý pěšec · b2 bílý pěšec · c2 bílý pěšec · f2 bílý pěšec · g2 bílý pěšec · h2 bílý pěšec · c1 bílý král · d1 bílý věž · h1 bílý věž | a8 černý věž · d8 černý dáma · e8 černý král · h8 černý věž · a7 černý pěšec · b7 černý pěšec · e7 černý střelec · f7 černý pěšec · g7 černý pěšec · h7 černý pěšec · c6 černý střelec · d6 černý pěšec · e6 černý pěšec · f6 černý jezdec · g5 bílý střelec · d4 bílý dáma · e4 bílý pěšec · c3 bílý jezdec · f3 bílý jezdec · a2 bílý pěšec · b2 bílý pěšec · c2 bílý pěšec · f2 bílý pěšec · g2 bílý pěšec · h2 bílý pěšec · c1 bílý král · d1 bílý věž · h1 bílý věž | a8 černý věž · d8 černý dáma · e8 černý král · h8 černý věž · a7 černý pěšec · b7 černý pěšec · e7 černý střelec · f7 černý pěšec · g7 černý pěšec · h7 černý pěšec · c6 černý střelec · d6 černý pěšec · e6 černý pěšec · f6 černý jezdec · g5 bílý střelec · d4 bílý dáma · e4 bílý pěšec · c3 bílý jezdec · f3 bílý jezdec · a2 bílý pěšec · b2 bílý pěšec · c2 bílý pěšec · f2 bílý pěšec · g2 bílý pěšec · h2 bílý pěšec · c1 bílý král · d1 bílý věž · h1 bílý věž | a8 černý věž · d8 černý dáma · e8 černý král · h8 černý věž · a7 černý pěšec · b7 černý pěšec · e7 černý střelec · f7 černý pěšec · g7 černý pěšec · h7 černý pěšec · c6 černý střelec · d6 černý pěšec · e6 černý pěšec · f6 černý jezdec · g5 bílý střelec · d4 bílý dáma · e4 bílý pěšec · c3 bílý jezdec · f3 bílý jezdec · a2 bílý pěšec · b2 bílý pěšec · c2 bílý pěšec · f2 bílý pěšec · g2 bílý pěšec · h2 bílý pěšec · c1 bílý král · d1 bílý věž · h1 bílý věž | a8 černý věž · d8 černý dáma · e8 černý král · h8 černý věž · a7 černý pěšec · b7 černý pěšec · e7 černý střelec · f7 černý pěšec · g7 černý pěšec · h7 černý pěšec · c6 černý střelec · d6 černý pěšec · e6 černý pěšec · f6 černý jezdec · g5 bílý střelec · d4 bílý dáma · e4 bílý pěšec · c3 bílý jezdec · f3 bílý jezdec · a2 bílý pěšec · b2 bílý pěšec · c2 bílý pěšec · f2 bílý pěšec · g2 bílý pěšec · h2 bílý pěšec · c1 bílý král · d1 bílý věž · h1 bílý věž | 6 |
| 5 | a8 černý věž · d8 černý dáma · e8 černý král · h8 černý věž · a7 černý pěšec · b7 černý pěšec · e7 černý střelec · f7 černý pěšec · g7 černý pěšec · h7 černý pěšec · c6 černý střelec · d6 černý pěšec · e6 černý pěšec · f6 černý jezdec · g5 bílý střelec · d4 bílý dáma · e4 bílý pěšec · c3 bílý jezdec · f3 bílý jezdec · a2 bílý pěšec · b2 bílý pěšec · c2 bílý pěšec · f2 bílý pěšec · g2 bílý pěšec · h2 bílý pěšec · c1 bílý král · d1 bílý věž · h1 bílý věž | a8 černý věž · d8 černý dáma · e8 černý král · h8 černý věž · a7 černý pěšec · b7 černý pěšec · e7 černý střelec · f7 černý pěšec · g7 černý pěšec · h7 černý pěšec · c6 černý střelec · d6 černý pěšec · e6 černý pěšec · f6 černý jezdec · g5 bílý střelec · d4 bílý dáma · e4 bílý pěšec · c3 bílý jezdec · f3 bílý jezdec · a2 bílý pěšec · b2 bílý pěšec · c2 bílý pěšec · f2 bílý pěšec · g2 bílý pěšec · h2 bílý pěšec · c1 bílý král · d1 bílý věž · h1 bílý věž | a8 černý věž · d8 černý dáma · e8 černý král · h8 černý věž · a7 černý pěšec · b7 černý pěšec · e7 černý střelec · f7 černý pěšec · g7 černý pěšec · h7 černý pěšec · c6 černý střelec · d6 černý pěšec · e6 černý pěšec · f6 černý jezdec · g5 bílý střelec · d4 bílý dáma · e4 bílý pěšec · c3 bílý jezdec · f3 bílý jezdec · a2 bílý pěšec · b2 bílý pěšec · c2 bílý pěšec · f2 bílý pěšec · g2 bílý pěšec · h2 bílý pěšec · c1 bílý král · d1 bílý věž · h1 bílý věž | a8 černý věž · d8 černý dáma · e8 černý král · h8 černý věž · a7 černý pěšec · b7 černý pěšec · e7 černý střelec · f7 černý pěšec · g7 černý pěšec · h7 černý pěšec · c6 černý střelec · d6 černý pěšec · e6 černý pěšec · f6 černý jezdec · g5 bílý střelec · d4 bílý dáma · e4 bílý pěšec · c3 bílý jezdec · f3 bílý jezdec · a2 bílý pěšec · b2 bílý pěšec · c2 bílý pěšec · f2 bílý pěšec · g2 bílý pěšec · h2 bílý pěšec · c1 bílý král · d1 bílý věž · h1 bílý věž | a8 černý věž · d8 černý dáma · e8 černý král · h8 černý věž · a7 černý pěšec · b7 černý pěšec · e7 černý střelec · f7 černý pěšec · g7 černý pěšec · h7 černý pěšec · c6 černý střelec · d6 černý pěšec · e6 černý pěšec · f6 černý jezdec · g5 bílý střelec · d4 bílý dáma · e4 bílý pěšec · c3 bílý jezdec · f3 bílý jezdec · a2 bílý pěšec · b2 bílý pěšec · c2 bílý pěšec · f2 bílý pěšec · g2 bílý pěšec · h2 bílý pěšec · c1 bílý král · d1 bílý věž · h1 bílý věž | a8 černý věž · d8 černý dáma · e8 černý král · h8 černý věž · a7 černý pěšec · b7 černý pěšec · e7 černý střelec · f7 černý pěšec · g7 černý pěšec · h7 černý pěšec · c6 černý střelec · d6 černý pěšec · e6 černý pěšec · f6 černý jezdec · g5 bílý střelec · d4 bílý dáma · e4 bílý pěšec · c3 bílý jezdec · f3 bílý jezdec · a2 bílý pěšec · b2 bílý pěšec · c2 bílý pěšec · f2 bílý pěšec · g2 bílý pěšec · h2 bílý pěšec · c1 bílý král · d1 bílý věž · h1 bílý věž | a8 černý věž · d8 černý dáma · e8 černý král · h8 černý věž · a7 černý pěšec · b7 černý pěšec · e7 černý střelec · f7 černý pěšec · g7 černý pěšec · h7 černý pěšec · c6 černý střelec · d6 černý pěšec · e6 černý pěšec · f6 černý jezdec · g5 bílý střelec · d4 bílý dáma · e4 bílý pěšec · c3 bílý jezdec · f3 bílý jezdec · a2 bílý pěšec · b2 bílý pěšec · c2 bílý pěšec · f2 bílý pěšec · g2 bílý pěšec · h2 bílý pěšec · c1 bílý král · d1 bílý věž · h1 bílý věž | a8 černý věž · d8 černý dáma · e8 černý král · h8 černý věž · a7 černý pěšec · b7 černý pěšec · e7 černý střelec · f7 černý pěšec · g7 černý pěšec · h7 černý pěšec · c6 černý střelec · d6 černý pěšec · e6 černý pěšec · f6 černý jezdec · g5 bílý střelec · d4 bílý dáma · e4 bílý pěšec · c3 bílý jezdec · f3 bílý jezdec · a2 bílý pěšec · b2 bílý pěšec · c2 bílý pěšec · f2 bílý pěšec · g2 bílý pěšec · h2 bílý pěšec · c1 bílý král · d1 bílý věž · h1 bílý věž | 5 |
| 4 | a8 černý věž · d8 černý dáma · e8 černý král · h8 černý věž · a7 černý pěšec · b7 černý pěšec · e7 černý střelec · f7 černý pěšec · g7 černý pěšec · h7 černý pěšec · c6 černý střelec · d6 černý pěšec · e6 černý pěšec · f6 černý jezdec · g5 bílý střelec · d4 bílý dáma · e4 bílý pěšec · c3 bílý jezdec · f3 bílý jezdec · a2 bílý pěšec · b2 bílý pěšec · c2 bílý pěšec · f2 bílý pěšec · g2 bílý pěšec · h2 bílý pěšec · c1 bílý král · d1 bílý věž · h1 bílý věž | a8 černý věž · d8 černý dáma · e8 černý král · h8 černý věž · a7 černý pěšec · b7 černý pěšec · e7 černý střelec · f7 černý pěšec · g7 černý pěšec · h7 černý pěšec · c6 černý střelec · d6 černý pěšec · e6 černý pěšec · f6 černý jezdec · g5 bílý střelec · d4 bílý dáma · e4 bílý pěšec · c3 bílý jezdec · f3 bílý jezdec · a2 bílý pěšec · b2 bílý pěšec · c2 bílý pěšec · f2 bílý pěšec · g2 bílý pěšec · h2 bílý pěšec · c1 bílý král · d1 bílý věž · h1 bílý věž | a8 černý věž · d8 černý dáma · e8 černý král · h8 černý věž · a7 černý pěšec · b7 černý pěšec · e7 černý střelec · f7 černý pěšec · g7 černý pěšec · h7 černý pěšec · c6 černý střelec · d6 černý pěšec · e6 černý pěšec · f6 černý jezdec · g5 bílý střelec · d4 bílý dáma · e4 bílý pěšec · c3 bílý jezdec · f3 bílý jezdec · a2 bílý pěšec · b2 bílý pěšec · c2 bílý pěšec · f2 bílý pěšec · g2 bílý pěšec · h2 bílý pěšec · c1 bílý král · d1 bílý věž · h1 bílý věž | a8 černý věž · d8 černý dáma · e8 černý král · h8 černý věž · a7 černý pěšec · b7 černý pěšec · e7 černý střelec · f7 černý pěšec · g7 černý pěšec · h7 černý pěšec · c6 černý střelec · d6 černý pěšec · e6 černý pěšec · f6 černý jezdec · g5 bílý střelec · d4 bílý dáma · e4 bílý pěšec · c3 bílý jezdec · f3 bílý jezdec · a2 bílý pěšec · b2 bílý pěšec · c2 bílý pěšec · f2 bílý pěšec · g2 bílý pěšec · h2 bílý pěšec · c1 bílý král · d1 bílý věž · h1 bílý věž | a8 černý věž · d8 černý dáma · e8 černý král · h8 černý věž · a7 černý pěšec · b7 černý pěšec · e7 černý střelec · f7 černý pěšec · g7 černý pěšec · h7 černý pěšec · c6 černý střelec · d6 černý pěšec · e6 černý pěšec · f6 černý jezdec · g5 bílý střelec · d4 bílý dáma · e4 bílý pěšec · c3 bílý jezdec · f3 bílý jezdec · a2 bílý pěšec · b2 bílý pěšec · c2 bílý pěšec · f2 bílý pěšec · g2 bílý pěšec · h2 bílý pěšec · c1 bílý král · d1 bílý věž · h1 bílý věž | a8 černý věž · d8 černý dáma · e8 černý král · h8 černý věž · a7 černý pěšec · b7 černý pěšec · e7 černý střelec · f7 černý pěšec · g7 černý pěšec · h7 černý pěšec · c6 černý střelec · d6 černý pěšec · e6 černý pěšec · f6 černý jezdec · g5 bílý střelec · d4 bílý dáma · e4 bílý pěšec · c3 bílý jezdec · f3 bílý jezdec · a2 bílý pěšec · b2 bílý pěšec · c2 bílý pěšec · f2 bílý pěšec · g2 bílý pěšec · h2 bílý pěšec · c1 bílý král · d1 bílý věž · h1 bílý věž | a8 černý věž · d8 černý dáma · e8 černý král · h8 černý věž · a7 černý pěšec · b7 černý pěšec · e7 černý střelec · f7 černý pěšec · g7 černý pěšec · h7 černý pěšec · c6 černý střelec · d6 černý pěšec · e6 černý pěšec · f6 černý jezdec · g5 bílý střelec · d4 bílý dáma · e4 bílý pěšec · c3 bílý jezdec · f3 bílý jezdec · a2 bílý pěšec · b2 bílý pěšec · c2 bílý pěšec · f2 bílý pěšec · g2 bílý pěšec · h2 bílý pěšec · c1 bílý král · d1 bílý věž · h1 bílý věž | a8 černý věž · d8 černý dáma · e8 černý král · h8 černý věž · a7 černý pěšec · b7 černý pěšec · e7 černý střelec · f7 černý pěšec · g7 černý pěšec · h7 černý pěšec · c6 černý střelec · d6 černý pěšec · e6 černý pěšec · f6 černý jezdec · g5 bílý střelec · d4 bílý dáma · e4 bílý pěšec · c3 bílý jezdec · f3 bílý jezdec · a2 bílý pěšec · b2 bílý pěšec · c2 bílý pěšec · f2 bílý pěšec · g2 bílý pěšec · h2 bílý pěšec · c1 bílý král · d1 bílý věž · h1 bílý věž | 4 |
| 3 | a8 černý věž · d8 černý dáma · e8 černý král · h8 černý věž · a7 černý pěšec · b7 černý pěšec · e7 černý střelec · f7 černý pěšec · g7 černý pěšec · h7 černý pěšec · c6 černý střelec · d6 černý pěšec · e6 černý pěšec · f6 černý jezdec · g5 bílý střelec · d4 bílý dáma · e4 bílý pěšec · c3 bílý jezdec · f3 bílý jezdec · a2 bílý pěšec · b2 bílý pěšec · c2 bílý pěšec · f2 bílý pěšec · g2 bílý pěšec · h2 bílý pěšec · c1 bílý král · d1 bílý věž · h1 bílý věž | a8 černý věž · d8 černý dáma · e8 černý král · h8 černý věž · a7 černý pěšec · b7 černý pěšec · e7 černý střelec · f7 černý pěšec · g7 černý pěšec · h7 černý pěšec · c6 černý střelec · d6 černý pěšec · e6 černý pěšec · f6 černý jezdec · g5 bílý střelec · d4 bílý dáma · e4 bílý pěšec · c3 bílý jezdec · f3 bílý jezdec · a2 bílý pěšec · b2 bílý pěšec · c2 bílý pěšec · f2 bílý pěšec · g2 bílý pěšec · h2 bílý pěšec · c1 bílý král · d1 bílý věž · h1 bílý věž | a8 černý věž · d8 černý dáma · e8 černý král · h8 černý věž · a7 černý pěšec · b7 černý pěšec · e7 černý střelec · f7 černý pěšec · g7 černý pěšec · h7 černý pěšec · c6 černý střelec · d6 černý pěšec · e6 černý pěšec · f6 černý jezdec · g5 bílý střelec · d4 bílý dáma · e4 bílý pěšec · c3 bílý jezdec · f3 bílý jezdec · a2 bílý pěšec · b2 bílý pěšec · c2 bílý pěšec · f2 bílý pěšec · g2 bílý pěšec · h2 bílý pěšec · c1 bílý král · d1 bílý věž · h1 bílý věž | a8 černý věž · d8 černý dáma · e8 černý král · h8 černý věž · a7 černý pěšec · b7 černý pěšec · e7 černý střelec · f7 černý pěšec · g7 černý pěšec · h7 černý pěšec · c6 černý střelec · d6 černý pěšec · e6 černý pěšec · f6 černý jezdec · g5 bílý střelec · d4 bílý dáma · e4 bílý pěšec · c3 bílý jezdec · f3 bílý jezdec · a2 bílý pěšec · b2 bílý pěšec · c2 bílý pěšec · f2 bílý pěšec · g2 bílý pěšec · h2 bílý pěšec · c1 bílý král · d1 bílý věž · h1 bílý věž | a8 černý věž · d8 černý dáma · e8 černý král · h8 černý věž · a7 černý pěšec · b7 černý pěšec · e7 černý střelec · f7 černý pěšec · g7 černý pěšec · h7 černý pěšec · c6 černý střelec · d6 černý pěšec · e6 černý pěšec · f6 černý jezdec · g5 bílý střelec · d4 bílý dáma · e4 bílý pěšec · c3 bílý jezdec · f3 bílý jezdec · a2 bílý pěšec · b2 bílý pěšec · c2 bílý pěšec · f2 bílý pěšec · g2 bílý pěšec · h2 bílý pěšec · c1 bílý král · d1 bílý věž · h1 bílý věž | a8 černý věž · d8 černý dáma · e8 černý král · h8 černý věž · a7 černý pěšec · b7 černý pěšec · e7 černý střelec · f7 černý pěšec · g7 černý pěšec · h7 černý pěšec · c6 černý střelec · d6 černý pěšec · e6 černý pěšec · f6 černý jezdec · g5 bílý střelec · d4 bílý dáma · e4 bílý pěšec · c3 bílý jezdec · f3 bílý jezdec · a2 bílý pěšec · b2 bílý pěšec · c2 bílý pěšec · f2 bílý pěšec · g2 bílý pěšec · h2 bílý pěšec · c1 bílý král · d1 bílý věž · h1 bílý věž | a8 černý věž · d8 černý dáma · e8 černý král · h8 černý věž · a7 černý pěšec · b7 černý pěšec · e7 černý střelec · f7 černý pěšec · g7 černý pěšec · h7 černý pěšec · c6 černý střelec · d6 černý pěšec · e6 černý pěšec · f6 černý jezdec · g5 bílý střelec · d4 bílý dáma · e4 bílý pěšec · c3 bílý jezdec · f3 bílý jezdec · a2 bílý pěšec · b2 bílý pěšec · c2 bílý pěšec · f2 bílý pěšec · g2 bílý pěšec · h2 bílý pěšec · c1 bílý král · d1 bílý věž · h1 bílý věž | a8 černý věž · d8 černý dáma · e8 černý král · h8 černý věž · a7 černý pěšec · b7 černý pěšec · e7 černý střelec · f7 černý pěšec · g7 černý pěšec · h7 černý pěšec · c6 černý střelec · d6 černý pěšec · e6 černý pěšec · f6 černý jezdec · g5 bílý střelec · d4 bílý dáma · e4 bílý pěšec · c3 bílý jezdec · f3 bílý jezdec · a2 bílý pěšec · b2 bílý pěšec · c2 bílý pěšec · f2 bílý pěšec · g2 bílý pěšec · h2 bílý pěšec · c1 bílý král · d1 bílý věž · h1 bílý věž | 3 |
| 2 | a8 černý věž · d8 černý dáma · e8 černý král · h8 černý věž · a7 černý pěšec · b7 černý pěšec · e7 černý střelec · f7 černý pěšec · g7 černý pěšec · h7 černý pěšec · c6 černý střelec · d6 černý pěšec · e6 černý pěšec · f6 černý jezdec · g5 bílý střelec · d4 bílý dáma · e4 bílý pěšec · c3 bílý jezdec · f3 bílý jezdec · a2 bílý pěšec · b2 bílý pěšec · c2 bílý pěšec · f2 bílý pěšec · g2 bílý pěšec · h2 bílý pěšec · c1 bílý král · d1 bílý věž · h1 bílý věž | a8 černý věž · d8 černý dáma · e8 černý král · h8 černý věž · a7 černý pěšec · b7 černý pěšec · e7 černý střelec · f7 černý pěšec · g7 černý pěšec · h7 černý pěšec · c6 černý střelec · d6 černý pěšec · e6 černý pěšec · f6 černý jezdec · g5 bílý střelec · d4 bílý dáma · e4 bílý pěšec · c3 bílý jezdec · f3 bílý jezdec · a2 bílý pěšec · b2 bílý pěšec · c2 bílý pěšec · f2 bílý pěšec · g2 bílý pěšec · h2 bílý pěšec · c1 bílý král · d1 bílý věž · h1 bílý věž | a8 černý věž · d8 černý dáma · e8 černý král · h8 černý věž · a7 černý pěšec · b7 černý pěšec · e7 černý střelec · f7 černý pěšec · g7 černý pěšec · h7 černý pěšec · c6 černý střelec · d6 černý pěšec · e6 černý pěšec · f6 černý jezdec · g5 bílý střelec · d4 bílý dáma · e4 bílý pěšec · c3 bílý jezdec · f3 bílý jezdec · a2 bílý pěšec · b2 bílý pěšec · c2 bílý pěšec · f2 bílý pěšec · g2 bílý pěšec · h2 bílý pěšec · c1 bílý král · d1 bílý věž · h1 bílý věž | a8 černý věž · d8 černý dáma · e8 černý král · h8 černý věž · a7 černý pěšec · b7 černý pěšec · e7 černý střelec · f7 černý pěšec · g7 černý pěšec · h7 černý pěšec · c6 černý střelec · d6 černý pěšec · e6 černý pěšec · f6 černý jezdec · g5 bílý střelec · d4 bílý dáma · e4 bílý pěšec · c3 bílý jezdec · f3 bílý jezdec · a2 bílý pěšec · b2 bílý pěšec · c2 bílý pěšec · f2 bílý pěšec · g2 bílý pěšec · h2 bílý pěšec · c1 bílý král · d1 bílý věž · h1 bílý věž | a8 černý věž · d8 černý dáma · e8 černý král · h8 černý věž · a7 černý pěšec · b7 černý pěšec · e7 černý střelec · f7 černý pěšec · g7 černý pěšec · h7 černý pěšec · c6 černý střelec · d6 černý pěšec · e6 černý pěšec · f6 černý jezdec · g5 bílý střelec · d4 bílý dáma · e4 bílý pěšec · c3 bílý jezdec · f3 bílý jezdec · a2 bílý pěšec · b2 bílý pěšec · c2 bílý pěšec · f2 bílý pěšec · g2 bílý pěšec · h2 bílý pěšec · c1 bílý král · d1 bílý věž · h1 bílý věž | a8 černý věž · d8 černý dáma · e8 černý král · h8 černý věž · a7 černý pěšec · b7 černý pěšec · e7 černý střelec · f7 černý pěšec · g7 černý pěšec · h7 černý pěšec · c6 černý střelec · d6 černý pěšec · e6 černý pěšec · f6 černý jezdec · g5 bílý střelec · d4 bílý dáma · e4 bílý pěšec · c3 bílý jezdec · f3 bílý jezdec · a2 bílý pěšec · b2 bílý pěšec · c2 bílý pěšec · f2 bílý pěšec · g2 bílý pěšec · h2 bílý pěšec · c1 bílý král · d1 bílý věž · h1 bílý věž | a8 černý věž · d8 černý dáma · e8 černý král · h8 černý věž · a7 černý pěšec · b7 černý pěšec · e7 černý střelec · f7 černý pěšec · g7 černý pěšec · h7 černý pěšec · c6 černý střelec · d6 černý pěšec · e6 černý pěšec · f6 černý jezdec · g5 bílý střelec · d4 bílý dáma · e4 bílý pěšec · c3 bílý jezdec · f3 bílý jezdec · a2 bílý pěšec · b2 bílý pěšec · c2 bílý pěšec · f2 bílý pěšec · g2 bílý pěšec · h2 bílý pěšec · c1 bílý král · d1 bílý věž · h1 bílý věž | a8 černý věž · d8 černý dáma · e8 černý král · h8 černý věž · a7 černý pěšec · b7 černý pěšec · e7 černý střelec · f7 černý pěšec · g7 černý pěšec · h7 černý pěšec · c6 černý střelec · d6 černý pěšec · e6 černý pěšec · f6 černý jezdec · g5 bílý střelec · d4 bílý dáma · e4 bílý pěšec · c3 bílý jezdec · f3 bílý jezdec · a2 bílý pěšec · b2 bílý pěšec · c2 bílý pěšec · f2 bílý pěšec · g2 bílý pěšec · h2 bílý pěšec · c1 bílý král · d1 bílý věž · h1 bílý věž | 2 |
| 1 | a8 černý věž · d8 černý dáma · e8 černý král · h8 černý věž · a7 černý pěšec · b7 černý pěšec · e7 černý střelec · f7 černý pěšec · g7 černý pěšec · h7 černý pěšec · c6 černý střelec · d6 černý pěšec · e6 černý pěšec · f6 černý jezdec · g5 bílý střelec · d4 bílý dáma · e4 bílý pěšec · c3 bílý jezdec · f3 bílý jezdec · a2 bílý pěšec · b2 bílý pěšec · c2 bílý pěšec · f2 bílý pěšec · g2 bílý pěšec · h2 bílý pěšec · c1 bílý král · d1 bílý věž · h1 bílý věž | a8 černý věž · d8 černý dáma · e8 černý král · h8 černý věž · a7 černý pěšec · b7 černý pěšec · e7 černý střelec · f7 černý pěšec · g7 černý pěšec · h7 černý pěšec · c6 černý střelec · d6 černý pěšec · e6 černý pěšec · f6 černý jezdec · g5 bílý střelec · d4 bílý dáma · e4 bílý pěšec · c3 bílý jezdec · f3 bílý jezdec · a2 bílý pěšec · b2 bílý pěšec · c2 bílý pěšec · f2 bílý pěšec · g2 bílý pěšec · h2 bílý pěšec · c1 bílý král · d1 bílý věž · h1 bílý věž | a8 černý věž · d8 černý dáma · e8 černý král · h8 černý věž · a7 černý pěšec · b7 černý pěšec · e7 černý střelec · f7 černý pěšec · g7 černý pěšec · h7 černý pěšec · c6 černý střelec · d6 černý pěšec · e6 černý pěšec · f6 černý jezdec · g5 bílý střelec · d4 bílý dáma · e4 bílý pěšec · c3 bílý jezdec · f3 bílý jezdec · a2 bílý pěšec · b2 bílý pěšec · c2 bílý pěšec · f2 bílý pěšec · g2 bílý pěšec · h2 bílý pěšec · c1 bílý král · d1 bílý věž · h1 bílý věž | a8 černý věž · d8 černý dáma · e8 černý král · h8 černý věž · a7 černý pěšec · b7 černý pěšec · e7 černý střelec · f7 černý pěšec · g7 černý pěšec · h7 černý pěšec · c6 černý střelec · d6 černý pěšec · e6 černý pěšec · f6 černý jezdec · g5 bílý střelec · d4 bílý dáma · e4 bílý pěšec · c3 bílý jezdec · f3 bílý jezdec · a2 bílý pěšec · b2 bílý pěšec · c2 bílý pěšec · f2 bílý pěšec · g2 bílý pěšec · h2 bílý pěšec · c1 bílý král · d1 bílý věž · h1 bílý věž | a8 černý věž · d8 černý dáma · e8 černý král · h8 černý věž · a7 černý pěšec · b7 černý pěšec · e7 černý střelec · f7 černý pěšec · g7 černý pěšec · h7 černý pěšec · c6 černý střelec · d6 černý pěšec · e6 černý pěšec · f6 černý jezdec · g5 bílý střelec · d4 bílý dáma · e4 bílý pěšec · c3 bílý jezdec · f3 bílý jezdec · a2 bílý pěšec · b2 bílý pěšec · c2 bílý pěšec · f2 bílý pěšec · g2 bílý pěšec · h2 bílý pěšec · c1 bílý král · d1 bílý věž · h1 bílý věž | a8 černý věž · d8 černý dáma · e8 černý král · h8 černý věž · a7 černý pěšec · b7 černý pěšec · e7 černý střelec · f7 černý pěšec · g7 černý pěšec · h7 černý pěšec · c6 černý střelec · d6 černý pěšec · e6 černý pěšec · f6 černý jezdec · g5 bílý střelec · d4 bílý dáma · e4 bílý pěšec · c3 bílý jezdec · f3 bílý jezdec · a2 bílý pěšec · b2 bílý pěšec · c2 bílý pěšec · f2 bílý pěšec · g2 bílý pěšec · h2 bílý pěšec · c1 bílý král · d1 bílý věž · h1 bílý věž | a8 černý věž · d8 černý dáma · e8 černý král · h8 černý věž · a7 černý pěšec · b7 černý pěšec · e7 černý střelec · f7 černý pěšec · g7 černý pěšec · h7 černý pěšec · c6 černý střelec · d6 černý pěšec · e6 černý pěšec · f6 černý jezdec · g5 bílý střelec · d4 bílý dáma · e4 bílý pěšec · c3 bílý jezdec · f3 bílý jezdec · a2 bílý pěšec · b2 bílý pěšec · c2 bílý pěšec · f2 bílý pěšec · g2 bílý pěšec · h2 bílý pěšec · c1 bílý král · d1 bílý věž · h1 bílý věž | a8 černý věž · d8 černý dáma · e8 černý král · h8 černý věž · a7 černý pěšec · b7 černý pěšec · e7 černý střelec · f7 černý pěšec · g7 černý pěšec · h7 černý pěšec · c6 černý střelec · d6 černý pěšec · e6 černý pěšec · f6 černý jezdec · g5 bílý střelec · d4 bílý dáma · e4 bílý pěšec · c3 bílý jezdec · f3 bílý jezdec · a2 bílý pěšec · b2 bílý pěšec · c2 bílý pěšec · f2 bílý pěšec · g2 bílý pěšec · h2 bílý pěšec · c1 bílý král · d1 bílý věž · h1 bílý věž | 1 |
|   | a | b | c | d | e | f | g | h |   |

1. e4 c5 2. Jf3 d6 3. d4 cxd4 4. Dxd4 Jc6 5. Sb5 Sd7 6. Sxc6 Sxc6
- 7. c4
  - 7… f5 s protihrou
  - 7… Jf6 8. Jc3 g6 9. 0-0 Sg7 10. Dd3 0-0 11. Jd4 Db6 hra je vyrovnaná
- 7. Jc3 Jf6 8. Sg5 e6 9. 0-0-0 Se7 nejčastější pozice v Čechoverově variantě
  - 10. Dd3
    - 10… 0-0 11. Jd4 s nejasnou hrou
    - 10… Da5 s protihrou

  - 10. Vhe1
    - 10… Da5 s protihrou
    - 10… 0-0
      - 11. Kb1 s nejasnou hrou
      - 11. Dd2 hra je s šancemi na obou stranách
      - 11. e5 dxe5 12. Dh4 Dc7 13. Jxe5 hra je v rovnováze[2]